# 路德维希·斯特鲁维

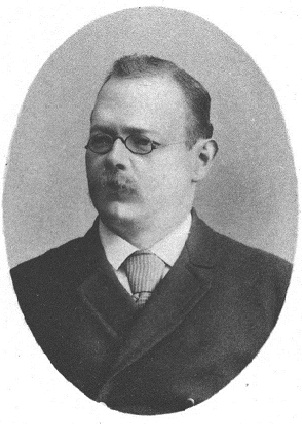
攝於1901年

路德维希·斯特鲁维（英語：Ludwig  Struve，1858年11月1日—1920年11月4日）是一位俄罗斯天文学家，波罗的海德国人，著名的斯特鲁维家族中的一员，奥托·威廉·冯·斯特鲁维之子。

## 生平
路德维希于1858年在圣彼得堡的南部出生，1880年毕业于塔尔图大学。毕业之后作为一名编外天文学家在普尔科沃天文台工作。1883年至1886年，他在波恩、米兰、巴黎以及莱比锡的天文台工作。1886年至1894年，他是塔尔图天文台的一名天文观测员。1894年秋天，受邀担任编外职务，然后于1898年担任哈尔科夫大学的一名正式教授。在哈尔科夫，他同时兼任教职与领导大学的天文台，在天文台一直担任到1917年。1912年，它被选举为物理数学系的系主任。1919年，受到苏俄国内战争的影响，带上家庭逃离哈尔科夫到辛菲罗波尔，在这里，他领导塔夫里维尔那茨基国立大学的天文教研组。路德维希死于脑溢血。

## 家庭
妻子，伊丽莎白·克里斯多弗娜；
孩子：
奥托·斯特鲁维,俄裔美国天文学家，美国科学院院士；
雅德维佳(1901—1924)，在父亲去世后，她回到了哈尔科夫，在哈尔科夫理工学院教授德语，死于结核病；

## 科学贡献
路德维希继续了家族传统，从事天体测量工作。为了波恩星表，参加观测塔尔图区域的恒星，确定恒星的精确位置并整理观测材料。研究双星。精确测量月球半径。1887年参加观测日全食。